# II. legija Italica
II. italska legija (latinsko Legio secunda Italica) je bila rimska legija, ki jo leta 167, ko se je cesarstvo vojskovalo v Germaniji in Partiji, skupaj s I. italsko legijo ustanovil cesar Mark Avrelij. Nekaj zapisov kaže, da je bila na začetku 5. stoletja še aktivna in nameščena v Noriku. Simbol legije je bila volkulja z Romulom in Remom, ki sta v tistem času simbolizirala Marka Avrelija in njegovega sovladarja Lucija Vera. 
Legija je operirala predvsem v rimski provinci Norik južno od Donave, kamor so pogosto vdirali Germani. Leta 180 je bila nameščena v Lauriacu, sedanjem Lorchu v Gornji Avstriji. 
Leta 193 je s Septimijem Severjem v njegovi borbi za oblast vkorakala v Rim in bila zato nagrajena s šastnim naslovom Fidelis (Zvesta). Kasneje se je na Severjevi strani vojskovala proti upornima Pesceniju Nigru in Klodiju Albinu in v pohodih proti Partskemu cesarstvu. 
V 3. stoletju je bila podpora legij ključnega pomena za kandidate za rimski prestol.  Galien, ki se je tega še kako zavedal, je legiji kot prošnjo za njeno podporo podelil častni naslov VII Pia VII Fidelis (sedemkrat verna, sedemkrat zvesta).

## Poveljniki
Od legatov II. italske legije, nekateri so bili hkrati tudi guvernerji Norika, so znani: 
- Kvint Antistij Advent (168)[1]
- Kvint Herenij Silvij Maksim (169)
- Publij Helvij Pertinaks, kasnejši cesar, in Tiberij Klavdij Pompejan, zet Marka Avrelija (od 170)
- Junij Prisk Karin Kvintilijan (187-188)
- Klavdij Memij Fid Julij Albin (190/91)[2]
- Mark Juvencij Sur Prokul (201-205)[3]
- Polijen Seben (205/206),[4]
- Publij Katij Sabin (206-208)
- Mark Munacij Sula (pred 215)[5]
- Mark Licinij Rufinu (222-235)
- Publij Kosinij Felika (pred 250)
- Klavdij Makrinij Decijan (okoli 255),[6]
- Elij Restut (zadnja tretjina 3. stoletja)
- Mark Avrelij Marin (zadnja tretjina 3. stoletja)
- Mark Avrelij Julij (okoli 276)

## Vojni pohodi
- 171-174: markomanske vojne Marka Avrelija
- 208-211: veksilacija II. legije sodeluje v Severjevem pohodu na Britanijo
- 213:  Karakalova vojna z Alemani
- 215: posegi proti Kvadom
- 234: obrambni boji proti Jutungom
- 238-244: dačanska vojna Maksimina Tračana, ena vekskilacija sodeluje v obrambi proti Gotom na spodnji Donavi
- 253-260: premeščena v provinco Afriko, kjer Gordijan III. ponovno ustanovi izgubljeno III. legijo Augusto
- 260: Valerijanove perzijske vojne
- 260-268: boji z Jutungi v severni Italiji
- 270-275: vojna proti uzurpatorju Zenobiju Palmirskemu
- 282: legija podpre Kara v boju za rimski prestol
- 27. junij 310: zmagovita bitka proti Markomanom v Prutting/Rosenheimu
- 312: veksilacija II. legije se na Konstantinovi strani bojuje proti Maksenciju v bitki pri Milvijskem mostu